# Joe the King
Pour plus de détails, voir Fiche technique et Distribution.
Joe the King est un film américain réalisé par Frank Whaley et sorti en 1999. 
Frank Whaley, également auteur du scénario, s'est largement inspiré de son enfance et de celle de son frère pour réaliser ce film.

## Synopsis
Joseph Henry est un enfant difficile mais débrouillard, peu adapté à l'école et impulsif. Avec son frère Mike, d'un an plus âgé, il vit dans une famille déstructurée, dirigée par un père sans ambition, alcoolique et violent et une mère débordée. Joe est traumatisé par la position de son père qui est homme d’entretien dans l'école qu'il fréquente et doit pour cela subir les quolibets de ses camarades. 
Son père contracte de multiples dettes dans son entourage et est incapable de s'occuper valablement de ses fils qui sont livrés à eux-mêmes. Joe ne s'en laisse pas conter et travaille dans un restaurant en plus de l'école, mais il se laisse aussi aller à des vols réguliers chez son employeur ou dans les magasins. Pour débarrasser son père des créanciers pressants, il consacre une partie de l'argent qu'il obtient en volant à rembourser les dettes. 
Finalement, il commet le vol de trop et se retrouve envoyé en maison de correction.

## Fiche technique
- Titre : Joe the King
- Réalisation : Frank Whaley
- Scénario : Frank Whaley
- Musique : Anthony Grimaldi et Robert Whaley
- Photographie : Michael Mayers
- Montage : Melody London et Miran Miosic
- Production : Jennifer Dewis, Scott Macaulay, Lindsay Marx et Robin O'Hara
- Société de production : 49th Parallel Productions, Forensic/291 Films et Lower East Side Films
- Société de distribution : Trimark Pictures (États-Unis)
- Pays :  États-Unis
- Genre : Drame
- Durée : 93 minutes
- Dates de sortie : 
  -  États-Unis : 15 octobre 1999

## Distribution
- Noah Fleiss : Joe Henry
- Max Ligosh : Mike Henry, le frère
- Val Kilmer : Bob Henry, le père
- Karen Young : Theresa Henry, la mère
- James Costa : Ray, le copain de Joe
- Ethan Hawke : Len Coles, le conseiller d'éducation
- Austin Pendleton : Winston
- John Leguizamo : Jorge, l'employé du restaurant
- Amy Wright : Mary
- Camryn Manheim : Mademoiselle Basil
- Kate Mara : Allyson

## Récompenses et distinctions
- Prix du scénario (The Walto Salt Screenwritting Award) au Sundance Film Festival de 1999.
- Sélectionné  au Festival international du film de Toronto 1999.

## Autour du film
- C'est le premier film réalisé par Frank Whaley qui jusque-là avait été acteur.
- Le film est tourné avec peu de moyens, essentiellement dans Staten Island, une banlieue de New York non loin du lieu de résidence de Whaley. L'école du film est la Staten Island Technical High School[1].
- Frank Whaley fait une apparition caméo dans le rôle d'un créancier molestant le père de Joe sous le regard de son fils.